# Motion (Schweiz)
Eine Motion ist in der Schweiz ein parlamentarischer Vorstoss auf eidgenössischer, kantonaler oder kommunaler Ebene, welcher die Regierung beauftragt, tätig zu werden.
Mit einer Motion verlangt ein Parlamentsmitglied von der Regierung, dass diese eine Gesetzesänderung, einen Beschluss nach eidgenössischem, kantonalem oder kommunalem Recht ausarbeite oder eine bestimmte Massnahme ergreife. Dieser Auftrag ist verbindlich, wenn ihm das Parlament zustimmt.

## Details
Motionen sind in den Kantons- und Gemeindeparlamenten in der Regel nur in Bereichen zulässig, in denen es ausdrücklich ein Mitwirkungsrecht des Parlaments gibt. Hat in einem Bereich die Regierung die abschliessende Kompetenz, können dazu keine Motionen (sehr wohl aber Postulate) eingereicht werden. Auf Bundesebene wurde diese Trennung mit dem Inkrafttreten des Parlamentsgesetzes vom 13. Dezember 2002 aufgehoben: «Ist der Bundesrat für die Massnahme zuständig, so trifft er diese oder unterbreitet der Bundesversammlung den Entwurf eines Erlasses, mit dem die Motion umgesetzt werden kann.»(Art. 120 Abs. 2 ParlG). Dies ist kein Verstoss gegen den Grundsatz der Gewaltenteilung, weil das Parlament gegebenenfalls auf dem Wege der Gesetzgebung oder der Verfassungsänderung der Regierung Zuständigkeiten entziehen und sich selbst übertragen kann.
Eine Motion kann in den Kantons- und Gemeindeparlamenten in der Regel in die abgeschwächte Form eines Postulats umgewandelt werden; allerdings nur mit dem Einverständnis des Motionärs respektive der Motionärin. Mit dieser Umwandlung (faktisch eine Abschwächung) können zum Beispiel Motionen «gerettet» werden, die in der verbindlicheren Form keine politische Mehrheit im fraglichen Parlament finden würden. Ferner ist die Umwandlung ein Rettungsanker für Motionen, deren Gegenstand in die alleinige Kompetenz der Regierung fällt (siehe vorderer Absatz). Möglich ist sogar die «punktweise» Umwandlung (siehe nächster Abschnitt). Auf Bundesebene können Motionen nicht mehr in Postulate umgewandelt werden. Dafür kann eine Motion bei ihrer Behandlung durch den zweiten Rat auf Antrag der vorberatenden Kommission oder des Bundesrates mit einer Textänderung zu einem Prüfungsauftrag verändert werden, bleibt aber dabei eine Motion und wird nicht zum Postulat.
Im Unterschied zu anderen Typen parlamentarischer Vorstösse kann eine Motion nach der Einreichung in der Regel nicht mehr verändert werden, und zwar weder durch die Motionärin oder den Motionär noch durch das beschliessende Parlament. Möglich ist allerdings (neben der Umwandlung in ein Postulat oder natürlich dem Rückzug), eine Motion «punktweise» zu beraten und z. B. nur einzelne Punkte an die Regierung zu überweisen und andere abzulehnen; dabei ist es aber Sache des Motionärs, vor der Einreichung seinen Vorstoss überhaupt in einzelne «Punkte» aufzugliedern. Sogar die «punktweise» Umwandlung in ein Postulat ist zulässig. Auf Bundesebene kann die zweite Parlamentskammer, welche eine Motion behandelt, den Text abändern. Danach muss diese abgeänderte Motion zurück in die erste Kammer und kann dort so angenommen oder abgelehnt werden (Art. 121 ParlG).
Sobald eine Motion durch das Parlament angenommen bzw. überwiesen worden ist, muss die Regierung deren Auftrag in einer bestimmten Frist erfüllen. Diese Frist kann durch das Parlament verlängert werden. Ist der Auftrag erfüllt oder soll er ausnahmsweise nicht aufrechterhalten werden, so beschliesst das Parlament die Abschreibung der Motion.
Neben den einzelnen Parlamentsmitgliedern sind auch die Fraktionen in einem Parlament und die parlamentarischen Kommissionen zur Einreichung von Motionen befugt.
In einigen Kantonen und Gemeinden können darüber hinaus sogar eine bestimmte Anzahl Stimmberechtigte Motionen im Parlament einreichen; dieses spezielle Instrument heisst Volksmotion und wird wie jede andere Motion behandelt.